# Mığır Mığıryan

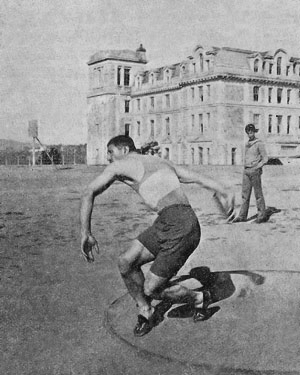
Mığır Mığıryan beim Sport auf dem Campus des Robert College (1912)

Mığır Mığıryan oder Mıgır Mıgıryan (vollständig türkisch Mıgırdiç Mığıryan, armenisch Մկրտիչ Մկրյան Mkrtitsch Mkrjan; * 12. September 1882 in Üsküdar, damals Osmanisches Reich; † 1. Januar 1969) war einer der beiden Athleten, die das Osmanische Reich bei den Olympischen Sommerspielen 1912 in Stockholm und damit bei dessen ersten Teilnahme an den Olympischen Spielen vertraten. Er nahm an den Disziplinen Kugelstoßen, Diskuswurf, beidhändiges Kugelstoßen, Fünfkampf und Zehnkampf teil. Außer ihm wurde das Land vom Leichtathleten  Vahram Papazyan, ebenfalls ein ethnischer Armenier, repräsentiert.

## Leben
Mığır Mığıryan war armenischer Abstammung und entstammte einer wohlhabenden Familie. Er wuchs in Üsküdar und Istanbul auf und besuchte das Robert College im benachbarten Arnavutköy (heute ein Stadtteil von Istanbul). Einer seiner Klassenkameraden war Vahram Papazyan.
Als das Osmanische Reich (Türkische Reich) vom Internationalen Olympischen Komitee (IOC) 1911 zu den vom IOC organisierten „offiziellen“ Olympischen Spielen zugelassen wurde, gab der Präsident des Türkischen Olympischen Komitees Selim Sırrı Tarcan Anzeigen in den örtlichen Zeitungen İkdam und Sabah auf, um Athleten für die Olympischen Spiele 1912 in Schweden anzuwerben. Mığıryan bewarb sich auf die Anzeigen.
Er wurde angenommen und nahm in fünf verschiedenen  Sportdisziplinen an den Olympischen Spielen 1912 teil. Damit hält Mığır Mığıryan den Rekord der meisten Sportdisziplinen, die ein türkischer Athlet in der olympischen Geschichte absolvierte.
Über sein weiteres Leben ist nichts bekannt.

## Olympische Spiele
Bei den Olympischen Sommerspielen 1912 in Stockholm vertraten die beiden osmanischen Staatsbürger und Athleten Mığır Mığıryan und Vahram Papazyan als einzige ihr Land und trugen die Osmanische Flagge bei der Eröffnungsfeier. Beide mussten sich selbst um die Finanzierung ihrer Teilnahmekosten bemühen, da es keine Zuwendungen des Staates oder des Olympischen Komitees gab. Während Papazyan finanzielle Unterstützung durch einen armenischen Sportverein und eine Benefizveranstaltung erhielt, konnten Mığıryans Kosten von seiner Familie selbst aufgebracht werden.
Bei den Sommerspielen schaffte es Mığıryan alle fünf Sportarten zu absolvieren. Beim Zehnkampf gegen den berühmten Athleten Jim Thorpe erlitt er eine Verletzung am Handgelenk und musste aufgeben.

### Ergebnisse
| Disziplin        | Durchgang | Durchgang | Halbfinale | Halbfinale | Finale          | Finale        |
| Disziplin        | Ergebnis  | Rang      | Ergebnis   | Rang       | Ergebnis        | Rang          |
| ---------------- | --------- | --------- | ---------- | ---------- | --------------- | ------------- |
| Kugelstoß        | N/A       | N/A       | 10,63 m    | 19         | ausgeschieden   | ausgeschieden |
| Diskuswurf       | N/A       | N/A       | 32,98 m    | 34         | ausgeschieden   | ausgeschieden |
| Kugel zweihändig | N/A       | N/A       | 19,78 m    | 7          | ausgeschieden   | ausgeschieden |
| Fünfkampf        | N/A       | N/A       | N/A        | N/A        | Aufgabe         | 23            |
| Zehnkampf        | N/A       | N/A       | N/A        | N/A        | 1527,750 Punkte | 29            |